# 寺町希达贝
寺町希达贝（学名：Schilderia teramachii）为宝贝科希达贝属的动物。分布于日本、菲律宾、所罗门群岛、新喀里多尼亚、台湾岛以及中国大陆的东海以东外海等地，主要生活在日本四国水深140-200m的海底生活。该物种的模式产地在日本纪伊。